# Gabriel Stiglitz
Gabriel Alejandro Stiglitz (La Plata, Provincia de Buenos Aires, 6 de abril de 1959) es un jurista argentino, reconocido internacionalmente por sus aportes al derecho del consumidor.

## Trayectoria
Nació el 6 de abril de 1959 en La Plata, Buenos Aires, Argentina. Es hijo de otro jurista, Rubén Stiglitz y de la escribana y abogada Nelly Kety Kovalivker, ambos hijos de inmigrantes judíos llegados de Europa. A la edad de 16 años obtuvo su título de bachiller en el Colegio Nacional de La Plata. En 1980, con 21 años, obtuvo su título de abogado en la Facultad de Ciencias Jurídicas y Sociales (UNLP). En 1981 contrajo matrimonio con Ana Claudia Gandolfo con quien tuvo tres hijos.
En 1982, a los 23 años, inició sus cursos de doctorado en derecho, en la Facultad de Derecho de la Universidad Complutense de Madrid y de postgrado en la Universidad Internacional Menéndez Pelayo de Santander. Se doctoró en ciencias jurídicas y sociales en 1987 y su tesis doctoral, sobre “Daños y Perjuicios”, recibió el honorable Premio Joaquín V. González, otorgado por la Suprema Corte de Justicia de la Provincia de Buenos Aires en 1988. Durante varios años, se desempeñó como profesor titular de 'Derecho Civil II' en la Facultad de Ciencias Jurídicas y Sociales de la Universidad Nacional de La Plata y en varias universidades del país.

## Obra
Discípulo del jurista Augusto Mario Morello, Gabriel Stiglitz es reconocido como "padre" de los derechos de los consumidores en Argentina.[cita requerida] Fue autor del anteproyecto del artículo 42 de la Constitución Nacional Argentina (reforma de 1994) sobre “Derechos de los consumidores y usuarios” y coautor de la Ley de Defensa del Consumidor (de 1993), de la Ley Nacional de Costa Rica sobre “defensa de la competencia y del consumidor”, del Código de Implementación de los derechos de los consumidores de la Provincia de Buenos Aires y de la Provincia de San Juan, entre otros.
Fue presidente del Instituto Argentino de Derecho del Consumidor (IADC) desde su creación y representante por América Latina del Comité Ejecutivo de la Asociación Internacional de Derecho del Consumidor.
Es autor de numerosas obras sobre “Derecho del consumidor”, “Contratos”, “Obligaciones”, “responsabilidad civil”, “Seguros”, “Derechos personalísimos e intereses colectivos”, “Daños y perjuicios”, “Daño moral”, “Responsabilidad por accidentes de tránsito”, “Responsabilidad del Estado y de los funcionarios públicos” y “Responsabilidad pre-contractual” y ha publicado artículos en revistas jurídicas de Argentina y del extranjero. Algunos de sus libros y artículos fueron traducidos al inglés, francés, portugués, italiano, alemán y hebreo.
Como presidente del Instituto Argentino de Derecho del Consumidor fue organizador de 13 ediciones del Congreso Argentino de Derecho del Consumidor en Buenos Aires, Rosario, Mar del Plata, La Plata, Paraná, Resistencia, Tucumán, Santa Fe, Viedma y San Juan. Además fue invitado en congresos en los cinco continentes, incluyendo América Latina (Brasil, Uruguay, Costa Rica y Colombia), Estados Unidos, Canadá, España, Francia, Bélgica, Italia, Grecia, Finlandia, Malasia, Sudáfrica y Nueva Zelanda.
En 2012, junto a su padre el jurista Rubén S. Stiglitz, colaboró con la Comisión Redactora que elaboró el anteproyecto del Código Civil y Comercial de la Nación presentado por el Poder Ejecutivo, aprobado por Ley 26.994 y vigente desde agosto de 2015.

## Homenajes, premios y reconocimientos
Por sus aportes al derecho consumidor en Argentina y en todo el mundo, recibió numerosos reconocimientos y homenajes.
En 1987, su tesis doctoral, sobre “Daños y Perjuicios” recibió el honorable Premio Joaquín V. González, otorgado por la Suprema Corte de Justicia de la Provincia de Buenos Aires.
En diciembre de 2007, recibió el reconocimiento del Gobierno de la Provincia de San Juan que creó la Biblioteca Pública Provincial de Consumidores y Usuarios (la primera del país sobre la materia), designándola con el nombre “Gabriel Alejandro Stiglitz”.
El 29 de julio de 2009 la Municipalidad de La Plata le otorgó el “Reconocimiento a su Trayectoria" mediante Decreto n.º 1283. El 9 de agosto del mismo año, fue homenajeado por la Municipalidad de La Plata, mediante la plantación de un árbol que lleva su nombre, en el 'Bosque de las Trascendencias' de la República de los Niños (Gonnet, Partido de La Plata). En dicho homenaje fue plantado un árbol en su honor y fue colocada una placa con su nombre.
El 11 de septiembre de 2009 fue homenajeado en reconocimiento a su trayectoria en la ciudad de Mar del Plata en el marco de la Jornada de Derecho del Consumo (“A Quince Años de la Reforma de la Constitución Nacional”) organizada por el Instituto de Estudios Judiciales de la Suprema Corte de Justicia de la Provincia de Buenos Aires. 
El 18 de noviembre de 2010 fue declarado "Visitante Ilustre" del municipio de General Belgrano (Buenos Aires)
El 26 de septiembre de 2013 fue declarado "Visitante Notable" de la ciudad de Mar del Plata por decisión unánime del Honorable Concejo Deliberante de Mar del Plata. 
El 10 de octubre del mismo año fue declarado "Visitante Distinguido" de la ciudad de Rosario por voto unánime del Concejo Municipal de Rosario.
El 20 de agosto de 2014 la Universidad Nacional de Córdoba le otorgó el título de doctor Honoris Causa de esa Universidad en reconocimiento a su destacada trayectoria.
El 11 de septiembre de 2014 la Universidad Nacional de Tucumán creó un 'Observatorio Jurídico de Derecho del Consumidor' en el marco de la Facultad Derecho y Ciencias Sociales, designándolo “Gabriel Alejandro Stiglitz”.
El 13 de septiembre de 2016 recibió el Premio Konex, en la disciplina derecho civil, organizado por la Fundación Konex, junto a otras personalidades destacadas en las Humanidades.

## Títulos
- Doctor honoris causa. Expedido por la Universidad Nacional de Córdoba el 20 de agosto de 2014.

- Doctor en Ciencias Jurídicas y Sociales. Expedido por la Facultad de Ciencias Jurídicas y Sociales de la Universidad Nacional de La Plata en 1987.

- Abogado expedido por la Facultad de Ciencias Jurídicas y Sociales (UNLP), expedido en 1980.

## Homenaje del Municipio de La Plata
En el homenaje que le hizo la Municipalidad de La Plata en el 'Bosque de las Trascendencias' el 9 de agosto de 2009, el intendente de La Plata, lo definió así:

Gabriel es hoy el presidente del Instituto Argentino de Derecho del Consumidor y el especialista más importante que cuenta la Argentina en esta materia. Gabriel ha dedicado su vida a la defensa de los derechos de los demás. Es decir, se ha dedicado a los otros, tratando de formar conciencia, doctrina y legalidad a favor de la dignidad de los consumidores que es lo mismo que decir que se ha dedicado a construir ciudadanía. Gabriel es (...) un hombre valioso de la sociedad. Más allá de sus innumerables libros, sus artículos y todo tipo de publicaciones, su labor académica, sus proyectos de ley que son leyes, este hombre intenta convencer al ciudadano de que puede lo que cree que no puede, de que le corresponde lo que cree que no le corresponde, que debe hacer lo que muchos creen que no se debe hacer. Difícil su tarea en una sociedad que ha sido atropellada de todas las formas posibles. Gracias Gabriel por fundar en este Bosque la idea del derecho de las personas a la verdad, a la dignidad, al buen trato y a la justicia.

Discurso del intendente de La Plata Pablo Bruera en homenaje a Gabriel Stiglitz. Minuto 1:00]

## Obras
- Stiglitz, Gabriel: director - Derecho del consumidor, 13 tomos
- Stiglitz, Gabriel: director - Reglas para la defensa de los consumidores y usuarios, 4 tomos
- Stiglitz, Rubén y Gabriel Stiglitz, Comentarios a la Ley de Defensa del Consumidor, Buenos Aires, Editorial JURIS-ROSARIO, 1993
- Stiglitz, Gabriel A. - STIGLITZ, Rúben S., Derechos y Defensa del Consumidor, Buenos Aires, 1994.
- Stiglitz, Gabriel (1990). Protección jurídica del consumidor. Buenos Aires: Depalma
- Stiglitz, Gabriel –Director- "Responsabilidad del Estado y de los Funcionarios Públicos". Rubinzal-Culzoni Editores. (Santa Fe, marzo del 2003-Rep. Argentina).
- Stiglitz, Gabriel A.: Responsabilidad civil por contaminación del medio ambiente, 1983-A-782.
- Stiglitz, Gabriel - Tomo 1 Obligaciones. Parte General.
- Stiglitz, Gabriel - Gandolfo de Stiglitz - Juicio de daños y perjuicios
- Stiglitz, Gabriel - Gandolfo de Stiglitz. Juicio por accidentes de automotores
- Stiglitz, Gabriel A., STIGLITZ, Rubén S. Seguro contra la Responsabilidad Civil. 2ª edición, 1994.